# Le Chien d'Orthros
 (novembre 2024).
 (novembre 2024).
La mise en forme du texte ne suit pas les recommandations de Wikipédia : il faut le « wikifier ».
Les points d'amélioration suivants sont les cas les plus fréquents. Le détail des points à revoir est peut-être précisé sur la page de discussion.
- Les titres sont pré-formatés par le logiciel. Ils ne sont ni en capitales, ni en gras.
- Le texte ne doit pas être écrit en capitales (les noms de famille non plus), ni en gras, ni en italique, ni en « petit »…
- Le gras n'est utilisé que pour surligner le titre de l'article dans l'introduction, une seule fois.
- L'italique est rarement utilisé : mots en langue étrangère, titres d'œuvres, noms de bateaux, etc.
- Les citations ne sont pas en italique mais en corps de texte normal. Elles sont entourées par des guillemets français : « et ».
- Les listes à puces sont à éviter, des paragraphes rédigés étant largement préférés. Les tableaux sont à réserver à la présentation de données structurées (résultats, etc.).
- Les appels de note de bas de page (petits chiffres en exposant, introduits par l'outil «  Source ») sont à placer entre la fin de phrase et le point final[comme ça].
- Les liens internes (vers d'autres articles de Wikipédia) sont à choisir avec parcimonie. Créez des liens vers des articles approfondissant le sujet. Les termes génériques sans rapport avec le sujet sont à éviter, ainsi que les répétitions de liens vers un même terme.
- Les liens externes sont à placer uniquement dans une section « Liens externes », à la fin de l'article. Ces liens sont à choisir avec parcimonie suivant les règles définies. Si un lien sert de source à l'article, son insertion dans le texte est à faire par les notes de bas de page.
- La présentation des références doit suivre les conventions bibliographiques. Il est recommandé d'utiliser les modèles {{Ouvrage}}, {{Chapitre}}, {{Article}}, {{Lien web}} et/ou {{Bibliographie}}. Le mode d'édition visuel peut mettre en forme automatiquement les références.
- Insérer une infobox (cadre d'informations à droite) n'est pas obligatoire pour parachever la mise en page.

Pour une aide détaillée, merci de consulter Aide:Wikification.
Si vous pensez que ces points ont été résolus, vous pouvez retirer ce bandeau et améliorer la mise en forme d'un autre article.
Le Chien d'Orthros (オルトロスの犬) est un drama japonais diffusé du 24 juillet au 25 septembre 2009.

## Synopsis

### Introduction[1]
Dans cette histoire, des hommes politiques et des médecins s’opposent entre eux à propos de deux hommes. Shinji Ryuzaki (Hideaki Takizawa) et Ryosuke Aoi (Ryo Nishikido) ont des pouvoirs mystérieux. Shinji Ryuzaki est la main de Dieu. Ryosuke Aoi est la main du Diable. La main de Dieu a la capacité de guérir toutes les maladies et toutes les blessures. Par contre, la main du Diable a la capacité de tuer une personne seulement en la touchant. Mais Ryuzaki est un homme impitoyable, alors que Aoi est un homme bienveillant, doté d’un fort sens de la justice.

### Histoire
Le drame commence avec un incident. La détective Hasebe Nagisa (Asami Mizukawa) enquête sur la mort d’une étudiante et est sauvée lors d’une opération par la puissance d’un homme. Il s’appelle Ryosuke Aoi et est le propriétaire de « la main du Diable » qui permet de tuer une personne juste en la touchant. Nagisa a été témoin de cette capacité, et elle l’étudie. Ensuite, elle rencontre Shinji Ryuzaki au milieu de condamnés à mort ; il est la « Main de Dieu » qui a la capacité de guérir les maladies et les blessures. Par l’intermédiaire de Nagisa, Ryuzaki rencontre Aoi. Mais, Ryuzaki s’échappe de prison en utilisant Aoi. Quand la Main de Dieu et la Main du Diable se rencontrent, un dangereux tourbillon d'ambitions se déclenche.

## Acteurs[2]
- Hideaki Takizawa (滝沢秀明)
- Ryo Nishikido （錦戸亮）
- Asami Mizukawa （水川あさみ）
- Hikaru Yaotome (en) （八乙女光）
- Kuranosuke Sasaki (en) （佐々木蔵之介）
- Atsuko Takahata （高畑敦子）
- Mayuko Kawakita

## Épisodes[3]
- Épisode 1 : Diable avec la main de Dieu VS Ange avec la main du Diable
- Épisode 2 : Choix ultime, vous pouvez soit profiter soit tuer
- Épisode 3 : Mère ou criminelle. Ceux qui vendent leur âme au diable
- Épisode 4 : Arrestation. Deux personnes du passé pour être révélé
- Épisode 5 : Assassin
- Épisode 6 : Traître
- Épisode 7 : Urgence
- Épisode 8 : Frère
- Épisode 9 : Désir

## Chanson thème
Hideaki Takizawa, Hikari Hitotsu （ヒカリひとつ)

## DVD
Sortie d'une DVD-BOX : 27 janvier 2010

## Audience[6]
- Episode 1　11,4 %
- Episode 2　9,4 %
- Episode 3　8,3 %
- Episode 4　8,6 %
- Episode 5　7,4 %
- Episode 6　6,7 %
- Episode 7　7,0 %
- Episode 8　6,8 %
- Episode 9　9,6 %

Moyenne： 8,42 %